# 中の山古墳
中の山古墳（なかのやまこふん）は、埼玉県行田市渡柳にある古墳。形状は前方後円墳。埼玉古墳群を構成する古墳の1つ。国の特別史跡に指定されている（特別史跡「埼玉古墳群」のうち）。

## 概要
- 墳丘長79メートル[1]（推定）
- 後円部径38メートル（推定）・高さ4.9メートル
- 前方部幅44メートル（推定）・高さ5.2メートル

二重の周濠を持っている。調査範囲が狭いため、現在のところ周濠の形状は確定できない。渡柳地区にある三基の古墳の中央に位置するのでこの名があり、かつて石棺の如きものが発見されたと伝えられることから別名、唐櫃山（かろうとやま）古墳と呼ばれている。1981年・1987年・1990年・2010年に発掘調査を実施。
堀跡から通常の円筒埴輪ではなく、須恵器の窯で焼かれた灰色の壷（須恵質埴輪壷）が出土している。これと似たような土器は韓国（全羅南道羅州市伏岩里2号墳など）と北九州（大分県日田市の朝日天神山古墳群など）のいくつかの古墳で確認されているが、関東地方では他に例が無い。なおエックス線解析した結果、約30キロ離れた寄居町の末野遺跡第3号窯で焼いたものであることが判明している。
6世紀末から7世紀初めの築造。埼玉古墳群に所属する前方後円墳の中では、最後に築造されたと考えられている。